# 스팬션
스팬션 사(Spansion Inc., 나스닥: SPSN)는 어드밴스트 마이크로 디바이시스와 후지쯔가 합작하여 설립하였다. 스팬션은 나스닥에 SPSN라는 주식기호로 상장되었다. 스팬션은 8,800명의 종업원이 있으며 본사는 미국 서니베일에 있다.

## 연혁
1993년에, AMD와 후지쯔는 50 퍼센트씩 투자하여 FASL라고 불리는 합작회사를 설립하였다. 2003년에, AMD는 지분이 증가하여 60 퍼센트가 되었고, 후지쯔는 40 퍼센트를 유지하였다. 2005년 12월에, 합작회사는 상장되었고, AMD는 지분이 37 퍼센트로 감소하였다. 주식공개는 스팬션이 (배당주 5,064,000주를 포함하여) 주당 12불로 판매한 47,264,000주의 총시가가 5.29 억 달러로 증가하였다.